# Zones humides de l'arrière dune du littoral girondin
Zones humides de l'arrière dune du littoral girondin este o arie protejată (sit de importanță comunitară — SCI) din Franța întinsă pe o suprafață de 10.856 ha, integral pe uscat.

## Localizare
Centrul sitului Zones humides de l'arrière dune du littoral girondin este situat la coordonatele 45°08′41″N 1°06′39″W / 45.14481°N 1.11071°V.

## Înființare
Situl Zones humides de l'arrière dune du littoral girondin a fost declarat arie specială de conservare în baza directivei 92/43 din 1992 referitoare la conservarea habitatelor naturale și a faunei și florei sălbatice pentru a proteja 3 specii de plante și 10 specii de animale.

## Biodiversitate
Situată în ecoregiunea atlantică, aria protejată conține 17 habitate naturale: Lacuri eutrofice naturale cu vegetație de tip Magnopotamion sau Hydrocharition, Mlaștini calcaroase cu Cladium mariscus și specii de Caricion davallianae, Păduri acidofile de stejar bătrân cu Quercus robur pe câmpii nisipoase, Dune împădurite cu Pinus pinea și/sau Pinus pinaster, Dune împădurite din regiunile atlantică, continentală și boreală, Ape puternic oligomezotrofe cu vegetație bentonică cu Chara spp., Păduri aluvionare cu Alnus glutinosa și Fraxinus excelsior (Alno-Padion, Alnion incanae, Salicion albae), Ape oligotrofe din câmpii nisipoase, cu un conținut foarte redus de minerale (Littorelletalia uniflorae), Pajiști umede mediteraneene cu ierburi înalte de Molinio-Holoschoenion, Pajiști umede atlantice temperate cu Erica ciliaris și Erica tetralix, Pajiști uscate europene, Păduri de stejar galițio-portugheze cu Quercus robur și Quercus pyrenaica, Depresiuni intradunale umede, Lacuri și iazuri distrofice naturale, Pajiști cu Molinia pe soluri calcaroase, turboase sau argilos-nămoloase (Molinion caeruleae), Depresiuni pe substraturi de turbă de Rhynchosporion, Ape stătătoare oligotrofe până la mezotrofe, cu vegetație de Littorelletea uniflorae și/sau de Isoëto-Nanojuncetea.
La baza desemnării sitului se află mai multe specii protejate:
- plante (3): isoëtes boryana (Isoetes boryana), Luronium natans, caropsis verticillatoinundata (Thorella verticillatinundata)
- mamifere (2): vidră de râu (Lutra lutra), nurcă (Mustela lutreola)
- nevertebrate (5): croitorul mare al stejarului (Cerambyx cerdo), Coenagrion mercuriale, Coenonympha oedippus, Euplagia quadripunctaria, Oxygastra curtisii
- pești (2): Lampetra fluviatilis, Petromyzon marinus
- reptile (1): țestoasa de baltă (Emys orbicularis)

Pe lângă speciile protejate, pe teritoriul sitului au mai fost identificate 20 de specii de plante, 1 specie de păsări, 2 specii de amfibieni, 2 specii de nevertebrate.